# Jan Černý (Mediziner, um 1456)
Jan Černý (lateinisch Jan Niger de Praga; * etwa 1456 in Prag; † Oktober 1530 in Prostějov) war ein Arzt und Geistlicher der Unität der Böhmischen Brüder.

## Leben
Jan Černý studierte an der Prager Karls-Universität, wo er 1479 den Abschluss des Baccalaureats erlangte. Anschließend praktizierte er als Heilkundiger bzw. Arzt. Vermutlich unter dem Einfluss seines jüngeren Bruders Lukas von Prag, des späteren Bischofs der Brüderunität, trat er vor 1490 ebenfalls den Böhmischen Brüdern bei und ließ sich um diese Zeit als Arzt in Leitomischl nieder. 1499 bis 1513 und dann wieder ab 1519 leitete er in Prostějov ein Krankenhaus der Brüderunität. In den Jahren dazwischen hielt er sich in Leitomischl auf. Als Arzt hatte er einen guten Ruf, u. a. war er Hausarzt des böhmisch-mährischen Adligen Wilhelm II. von Pernstein. Daneben erfüllte er die Aufgaben eines Geistlichen. Zudem verfasste er ein medizinisches Kräuterbuch, das 1517 in Nürnberg erschien. Außerdem verfasste er religiöse Schriften, in denen er die radikalen Meinungen der Hussiten vertrat und Reichtum und weltliche Bildung ablehnte.

## Werke
- Spis o nemocech morních, kterak se mají lidé chovati před tím i po tom času, 1496
- Knieha lékarská, kteráž slove herbář aneb zelinář, 1517, Nürnberg und 1981, Prag